# Nudaciraxine gracilis
Nudaciraxine gracilis är en plattmaskart. Nudaciraxine gracilis ingår i släktet Nudaciraxine och familjen Axinidae. Inga underarter finns listade i Catalogue of Life.